# Рудня (Звягельський район)
Ру́дня — село в Україні, у  Баранівській міській громаді Звягельського району Житомирської області. Населення становить 78 осіб.

## Географія
Селом протікає річка Дорогань.

## Історія
27 липня 2016 року село увійшло до складу новоствореної Баранівської міської територіальної громади Баранівського району Житомирської області. Від 19 липня 2020 року, разом з громадою, в складі новоствореного Новоград-Волинського (згодом — Звягельський) району Житомирської області.